# Guy Longnon
Guy Longnon (* 16. Juli 1924; † 4. Februar 2014) war ein französischer Jazztrompeter, Arrangeur und Musikpädagoge, der in der Jazzszene von Marseille aktiv war.

## Leben und Wirken
Longnon spielte ab Anfang der 1950er-Jahre u. a. mit Raymond Fol, Don Byas, Sidney Bechet, Mezz Mezzrow, „Big Chief“ Russell Moore, Claude Luter, Jean Claude Fohrenbach, Guy Lafitte, André Persiany, Albert Nicholas, Gérard Pochonet und Moustache. Im Bereich des Jazz war er zwischen 1950 und 1958 an sechzig Aufnahmesessions beteiligt; ferner spielte er in den Orchestern von Michel Attenoux und André Réwéliotty, in Paris mit Boris Vian. In dieser Zeit schrieb er auch Filmmusik für die Kurzfilme Terreur en Oklahoma (1951) und Chicago Digest (1952).
Longnon schuf 1963 auf die Initiative von Pierre Barbizet am Conservatoire National à Rayonnement Regional (CNRR) in Marseille eine erste Jazzklasse. Zu seinen Schülern gehörten u. a. Pierre Christophe, André Jaume, Bruno Angelini, Gérald Bataille, Caparros Jose, Gérard Sumian und Jean-Marc Padovani. Philippe Renault, ab 1992 Nachfolger von Guy Longnon am CNRR in Marseille, gründete die Jazz Groupe D6, die 2013 ein Tributalbum zu Ehren Lognons aufnahm, Kind of Guy.
Guy Longnon ist Onkel des Jazzmusikers Jean-Loup Longnon (* 1953).